# Speed Madness
Pour plus de détails, voir Fiche technique et Distribution.
Speed Madness est un film américain réalisé par George Crone, sorti en 1932.

## Synopsis
Bob Stuart, fils désœuvré d'un magnat de la construction navale, trouve un emploi aux chantiers navals de son père. Le projet principal de l'entreprise est de concevoir un nouveau hors-bord afin de remporter un important contrat, mais il est confronté au sabotage de ses concurrents. Bob se révèle étonnamment compétent, et participe à la construction du bateau. Il prévoit de le piloter lui-même pendant la course, et échappe de justesse à une bombe placée par ses adversaires. Il affronte l'adversité et finit par décrocher le contrat pour son père.

## Fiche technique
- Réalisation : George Crone
- Scénario : Charles R. Condon
- Producteur : Richard Talmadge
- Photographie : Harry Cooper, Jack Stevens
- Montage : Doane Harrison
- Genre : Action, romance, drame[1]
- Production : Richard Talmadge Productions
- Distributeur : Mercury Pictures, Ideal Films (UK)
- Durée : 63 minutes
- Date de sortie : 30 juillet 1932

## Distribution
- Richard Talmadge : Bob Stuart
- Charles Sellon : Jim Stuart
- Lucien Littlefield : Forbes
- Nancy Drexel : Joan Harlan
- Huntley Gordon : Harrington
- Donald Keith : Alan Harlan
- Pat O'Malley : McCarey
- Matthew Betz : Jessin
- Wade Boteler : Bill Collector
- Walter Brennan : Joe